# آریان هینگست
آریان هینگست (به آلمانی: Ariane Hingst) (زادهٔ ۲۵ ژوئیه ۱۹۷۹) بازیکن پیشین فوتبال اهل کشور آلمان است که در پست دفاع و هافبک نگه‌دارنده دفاعی بازی می‌کرد. هینگست در تابستان ۲۰۱۱ اعلام کرد که از فوتبال ملی همراه با تیم ملی فوتبال زنان آلمان خداحافظی خواهد کرد. همین‌طور سرمربی اف. اف. سی فرانکفورت زیگفرید دیتریک اعلام داشت که هینگست باشگاه فرانکفورت را ترک کرده‌است.